# Paweł Olszewski (polityk)
Paweł Bartosz Olszewski (ur. 11 grudnia 1979 w Bydgoszczy) – polski polityk, działacz samorządowy, poseł na Sejm V, VI, VII, VIII, IX i X kadencji, w 2015 sekretarz stanu w Ministerstwie Infrastruktury i Rozwoju, od 2023 sekretarz stanu w Ministerstwie Cyfryzacji.

## Życiorys

### Wykształcenie i działalność zawodowa
Absolwent Szkoły Podstawowej nr 32 oraz I Liceum Ogólnokształcącego w Bydgoszczy. Następnie odbył studia na Wydziale Prawa i Administracji Uniwersytetu Adama Mickiewicza w Poznaniu na kierunku zarządzanie i marketing (specjalizacja – ekonomia i polityka gospodarcza). Po ukończeniu studiów podjął pracę jako menedżer ds. eksportu w Bydgoskiej Fabryce Mebli. W 2004 został dyrektorem finansowym oraz prokurentem w Zakładzie Mechanicznym Skraw-Mech (spółce należącej do holdingu Pojazdy Szynowe PESA Bydgoszcz).

### Działalność polityczna
W latach 2002–2003 był przewodniczącym zarządu regionu kujawsko-pomorskiego Stowarzyszenia „Młodzi Demokraci” oraz członkiem zarządu głównego tego stowarzyszenia.
W 2001 wstąpił do Platformy Obywatelskiej. Podczas wyborów parlamentarnych w 2001 oraz do Parlamentu Europejskiego w 2004 był rzecznikiem prasowym PO w województwie. Od 2006 do 2011 kierował bydgoską PO, pełnił też funkcję zastępcy przewodniczącego w regionie. Został również zastępcą sekretarza generalnego partii.
W wyborach samorządowych w 2002 wystartował do rady miasta z listy Bydgoskiego Porozumienia Obywatelskiego (popieranego przez Platformę Obywatelską), uzyskując mandat wynikiem 382 głosy. Pełnił funkcję wiceprzewodniczącego Komisji Budżetu i Finansów oraz członka Komisji Integracji Europejskiej. Podczas wyborów samorządowych w 2006 był członkiem sztabu krajowego PO oraz szefem sztabu w Bydgoszczy. W tych wyborach partia wygrała wybory w mieście, zdobywając 13 mandatów w radzie miasta oraz 3 z 6 mandatów w okręgu do sejmiku.
25 września 2005, kandydując w wyborach do Sejmu z 8. miejsca na liście Platformy Obywatelskiej w okręgu bydgoskim, został wybrany do Sejmu V kadencji, otrzymując 6850 głosów. W Sejmie zasiadał w Komisji Gospodarki oraz w Komisji Administracji i Spraw Wewnętrznych. Reprezentował polski parlament w Zgromadzeniu Parlamentarnym Unii Zachodnioeuropejskiej. W wyborach parlamentarnych w 2007 po raz drugi uzyskał mandat poselski, otrzymując 8633 głosów. Został skarbnikiem klubu parlamentarnego, w 2009 wszedł w skład komisji śledczej do zbadania okoliczności porwania i zabójstwa Krzysztofa Olewnika. W wyborach w 2011 z powodzeniem ubiegał się o reelekcję, dostał 9257 głosów.
W maju 2015 został powołany na stanowiska sekretarza stanu w Ministerstwie Infrastruktury i Rozwoju oraz pełnomocnika rządu ds. regulacji i harmonizacji obszaru bezpieczeństwa transportu i ruchu drogowego. W wyborach w 2015 ponownie został wybrany do Sejmu, otrzymując 14 438 głosów. W listopadzie 2015 zakończył pełnienie funkcji wiceministra. W Sejmie VIII kadencji został zastępcą przewodniczącego Komisji Infrastruktury. W 2016 ponownie został przewodniczącym PO w Bydgoszczy.
W wyborach w 2019 z powodzeniem ubiegał się o poselską reelekcję z ramienia Koalicji Obywatelskiej, otrzymując 35 762 głosy. W IX kadencji Sejmu został przewodniczącym Komisji Infrastruktury. W wyborach w 2023 utrzymał mandat na kolejną kadencję (z wynikiem 35 289 głosów). W grudniu tego samego roku został powołany na stanowisko sekretarza stanu w Ministerstwie Cyfryzacji.

## Życie prywatne
Jest synem Wiesława Olszewskiego. W 2007 został wicemistrzem Polski parlamentarzystów w tenisie, reprezentował Polskę na mistrzostwach Europy parlamentarzystów w tenisie w Rumunii.